# Ie Mameh
Ie Mameh is een bestuurslaag in het regentschap Aceh Barat Daya van de provincie Atjeh, Indonesië. Ie Mameh telt 651 inwoners (volkstelling 2010).